# Jue (vase)
Pour les articles homonymes, voir Jue.
Un jue (chinois : 爵 ; pinyin : jué) est, à l'origine, une coupe à libation ou un vase à bec, réalisé en terre cuite ou en bronze et possédant trois pieds (tripode) de la Chine de l'Âge du bronze. Ils sert à chauffer des boissons alcoolisées puis à les verser dans des coupes, dans un cadre rituel. Cette vaisselle se développe à partir de la fin de la période de la culture d'Erlitou (vers -1900/1800 à -1500), et devient plus répandue au cours des dynasties Shang (-1570 à -1045) et Zhou (-1046 à –256). Les jue antiques ont généralement été mis au jour dans des sépultures, sans doute après avoir servi lors des rituels funéraires.
Un jue est généralement muni de deux anses latérales verticales, parfois de la forme d'un dragon. Il est caractérisé par un long bec verseur, et parfois un deuxième plus court ou une coupe en forme de lancette.Sous sa forme évoluée, au cours de la dynastie Shang et ensuite, il possède deux protubérances (tenons) sur sa partie supérieure qui étaient probablement utilisées pour retirer la vaisselle du feu. Si les modèles les plus anciens ne disposent généralement d'aucun décor, la surface des jue se dote progressivement d'un décor plus élaboré, un masque qui devient par la suite le taotie. 
Le jue sert de modèle à d'autres formes de vases tripodes développés plus tard, le jiao ou la jia, autres vases à libation.

## Photographies

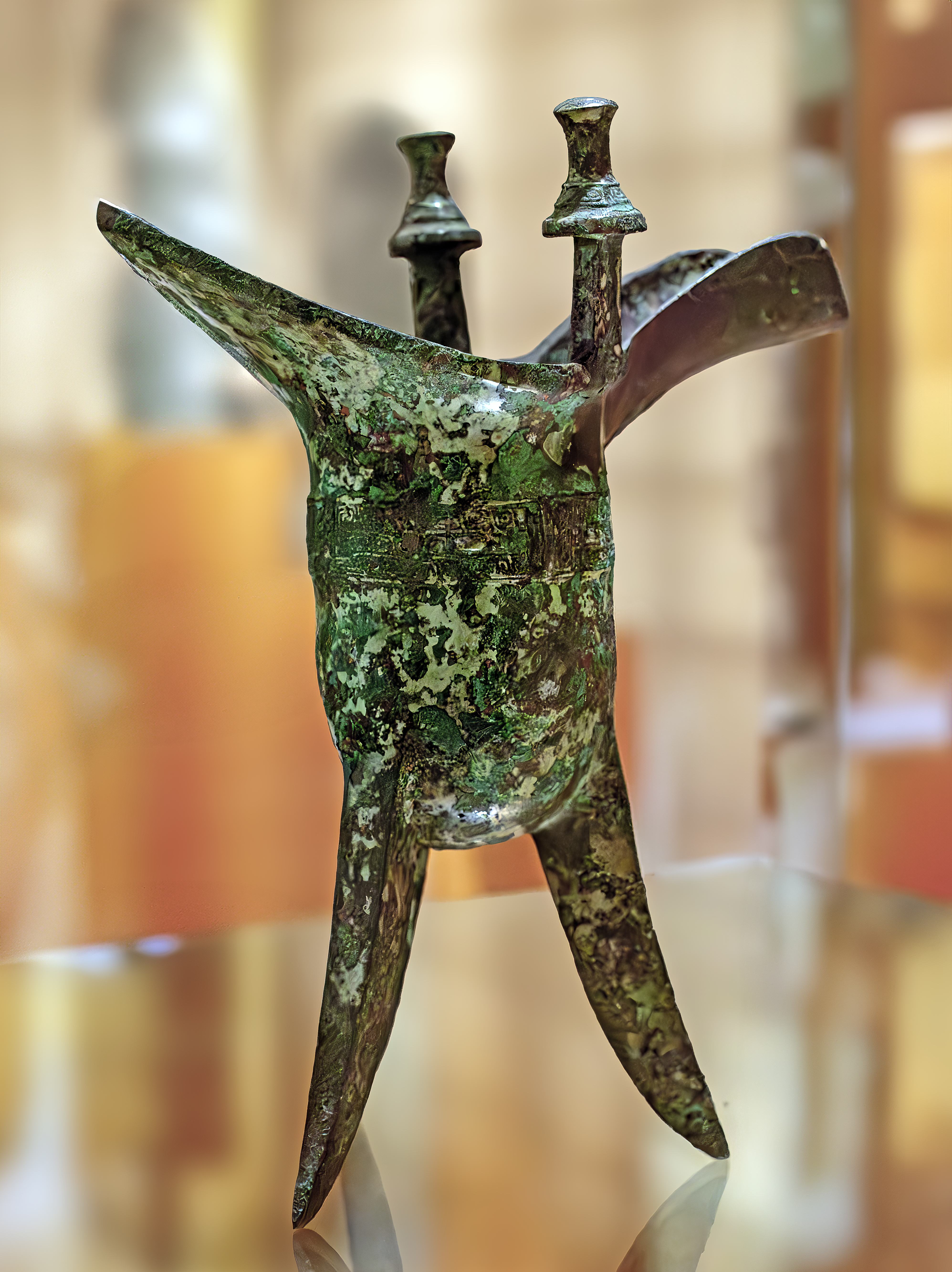
Vase rituel pour offrande de boisson, jue. Zhou de l'Ouest Chine - Musée Georges Labit Toulouse
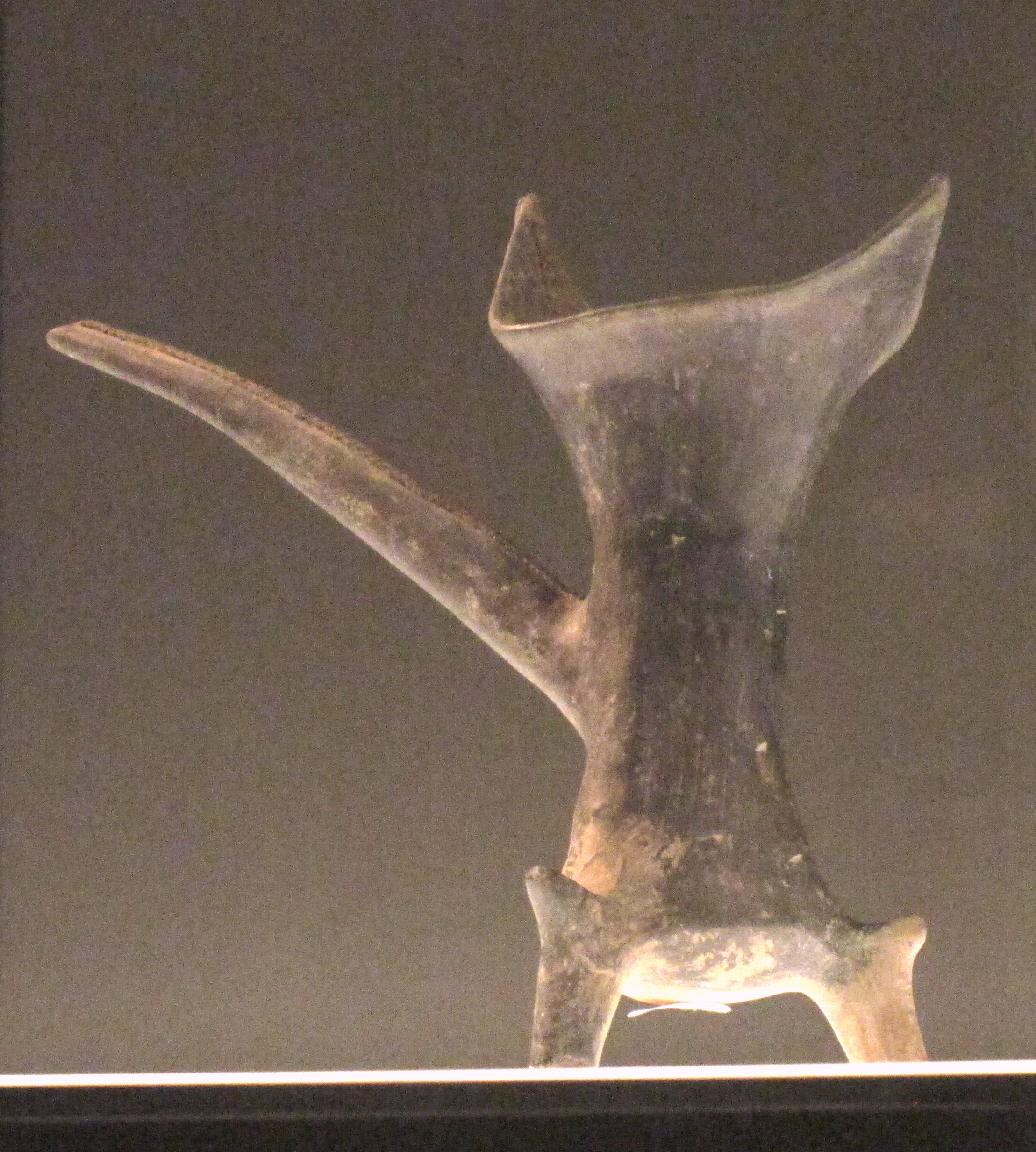
Tripode servant de coupe à libation, de type jue. Terre cuite grise, H 15 cm., L 2O cm. environ.  Henan. Culture d'Erlitou, vers 1900-1500 AEC. Musée Rietberg, Zürich.
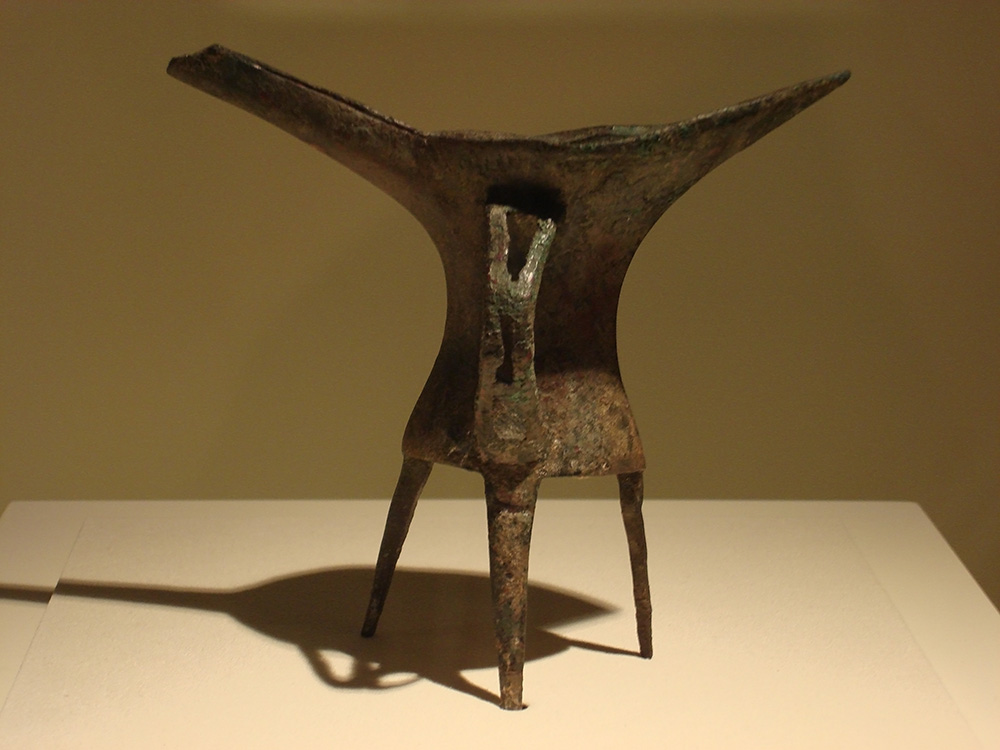
Vase rituel jue destiné à chauffer l'alcool, bronze exempt de décor. Culture d'Erlitou. Trouvé à Erlitou, Yanshi, province du Henan, 1984.
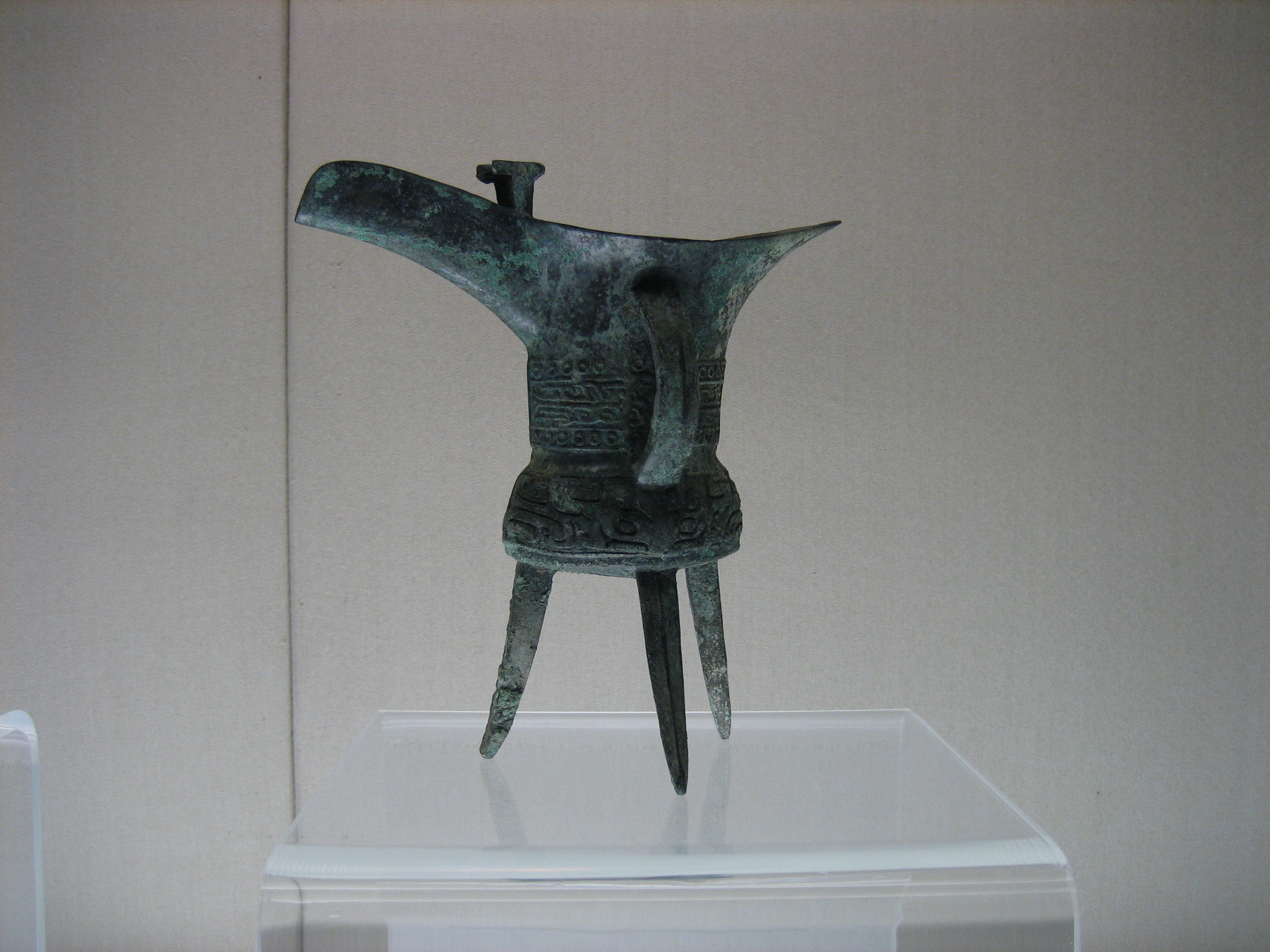
Jue avec un masque d'animal. Shang moyen. Collection du Musée de Shanghai.
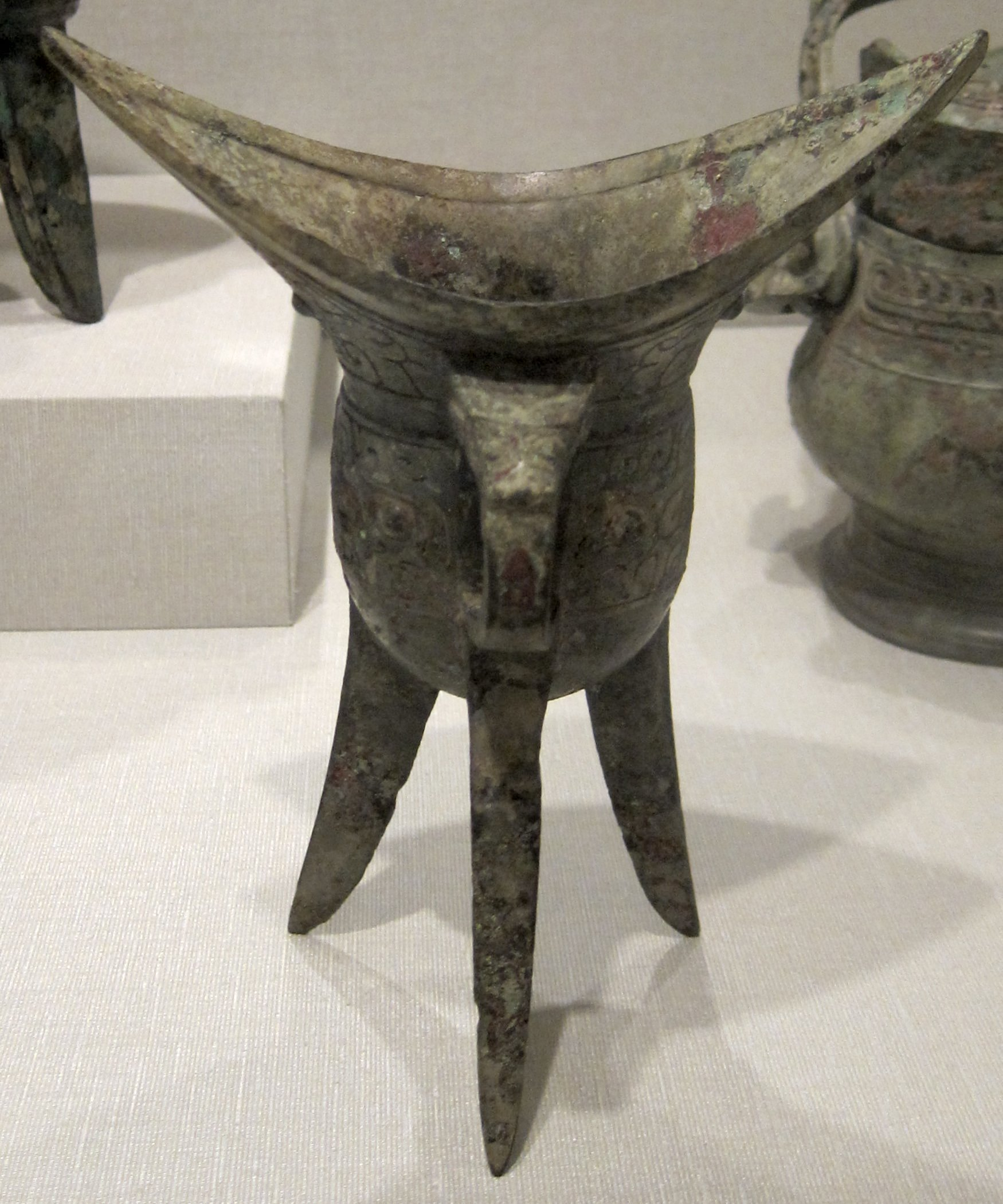
Vase jiao sans son couvercle. Bronze. Dynastie Shang. Honolulu Academy of Arts
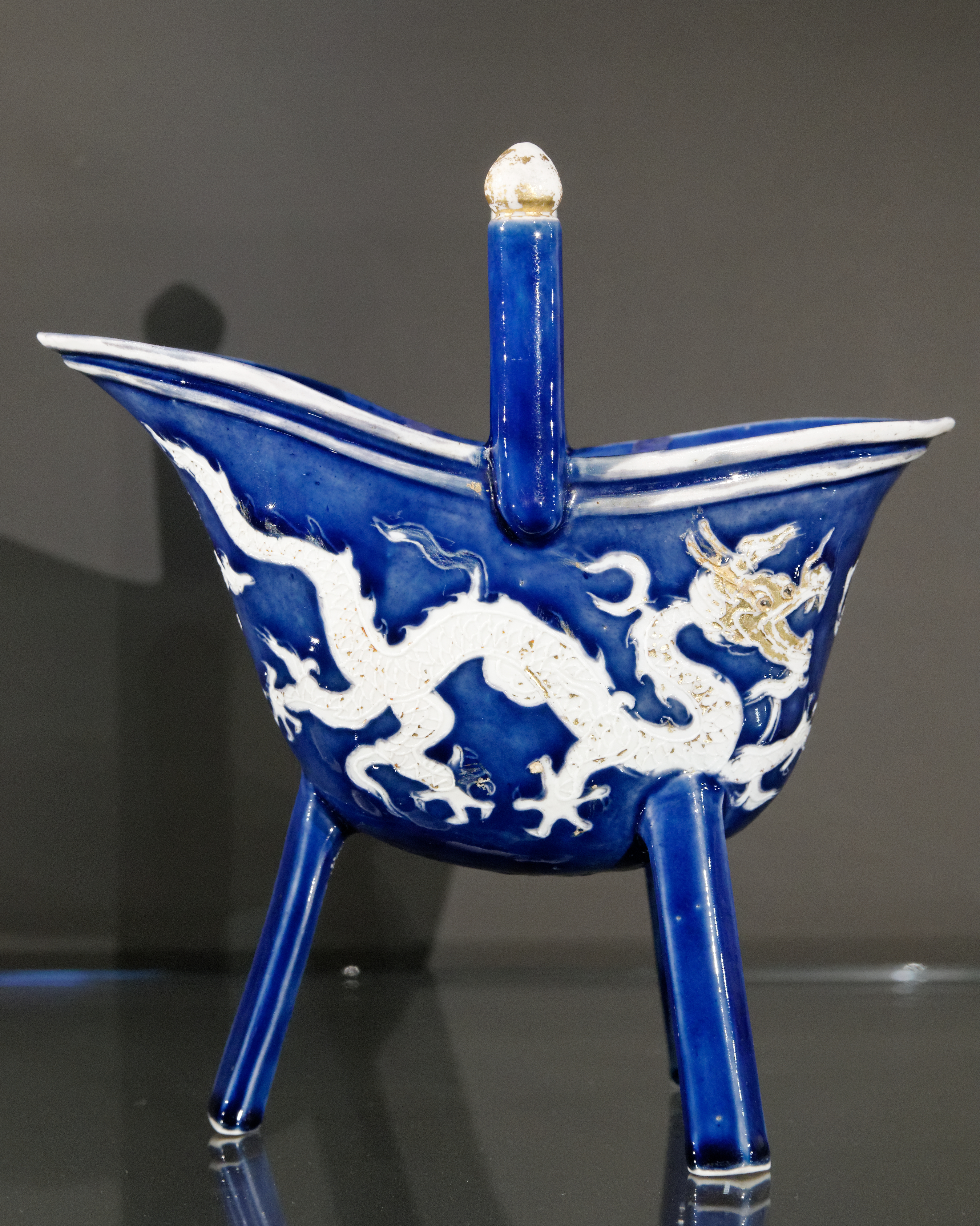
Vase à libation en forme de jue. Porcelaine H 15,6 L 14,7 cm., époque Ming. British Museum
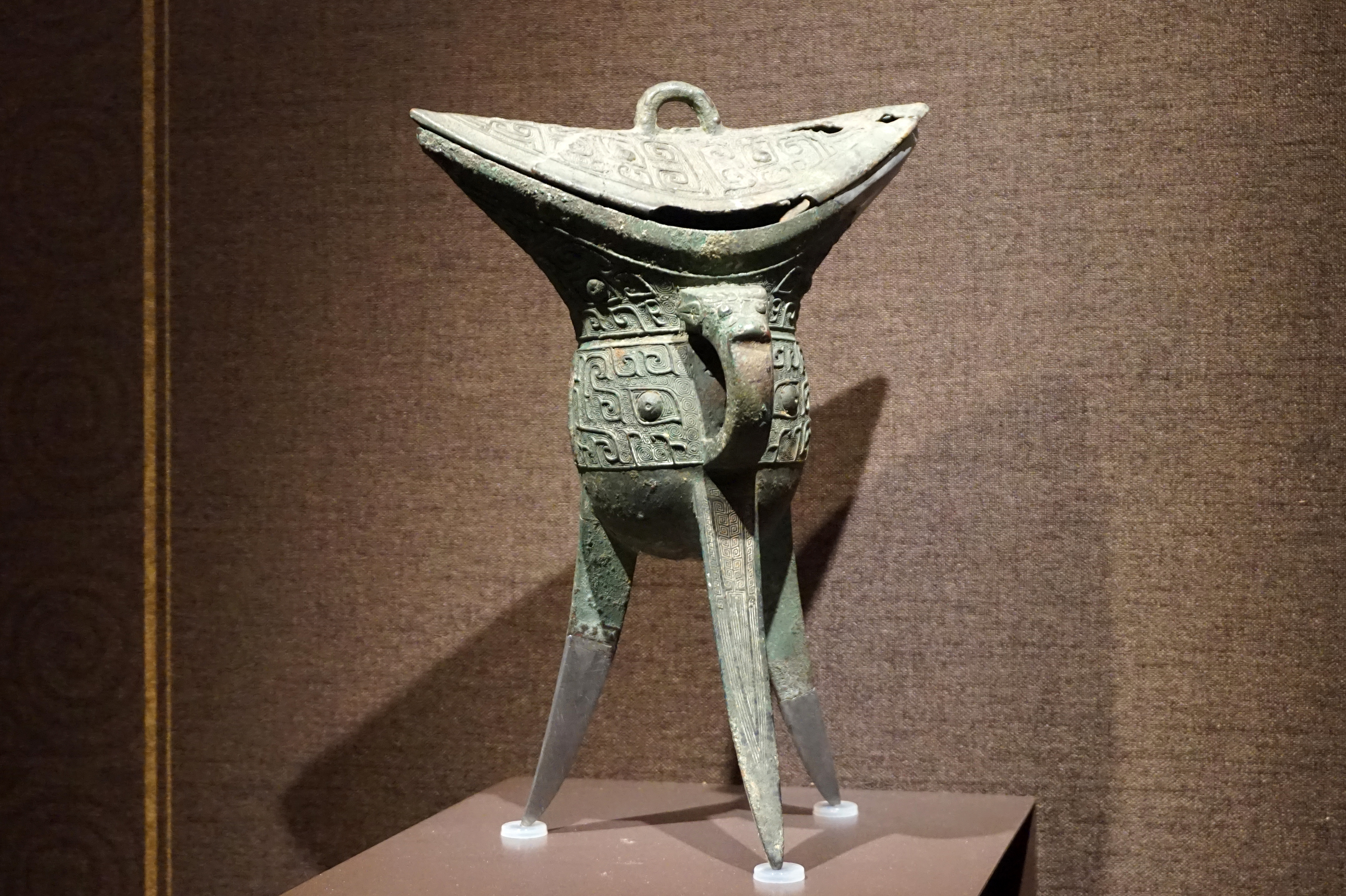
Tripode jiao et son couvercle. Bronze. Zhou de l'Ouest. Site de Baicao, Lingtai. Musée de la province du Gansu.
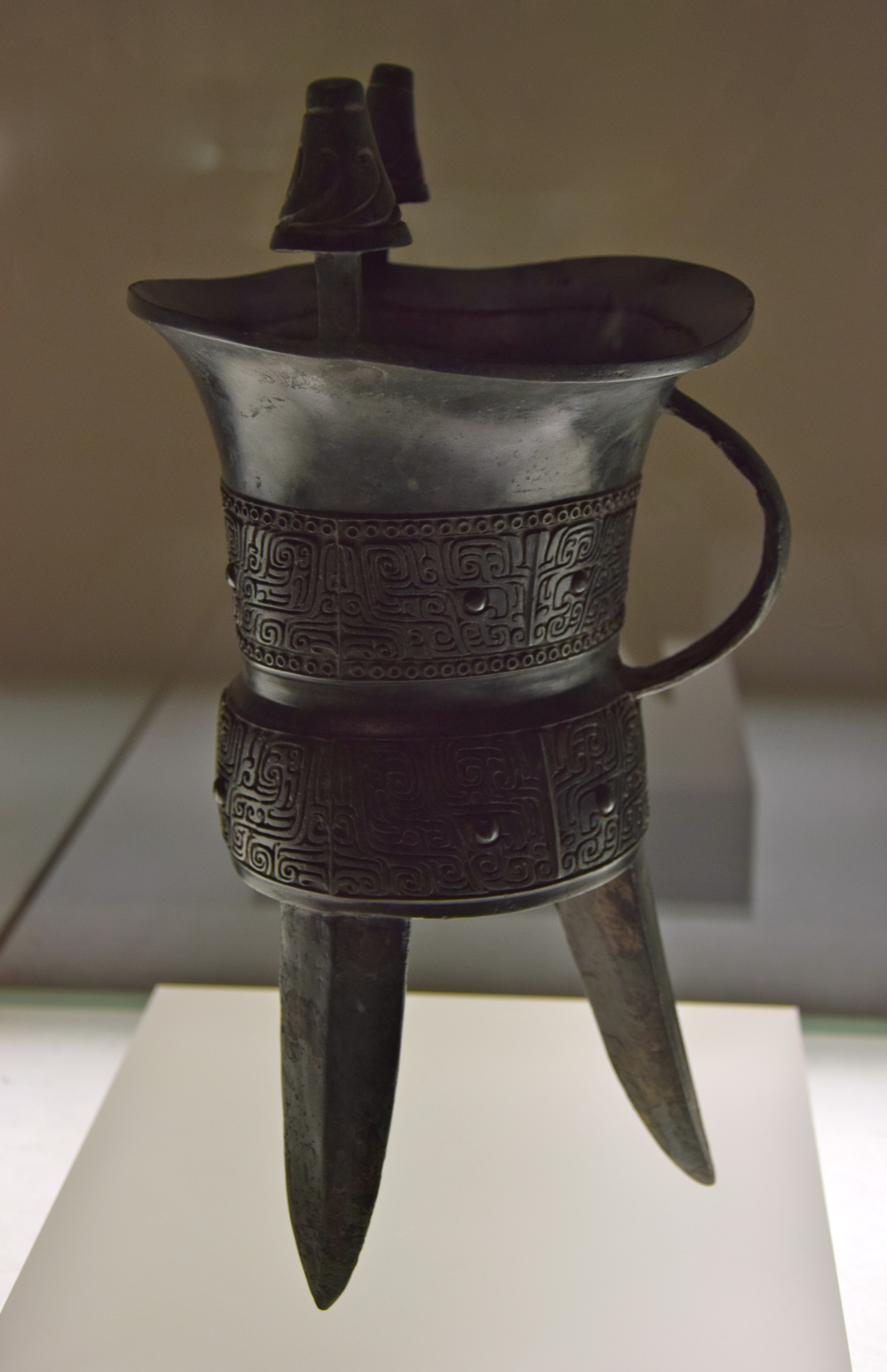
Tripode jia. Bronze, H. 28.7 cm. Dynastie Shang, v. 1500-1300 AEC

## Sources bibliographiques
- Olivier de Bernon (dir.) et Marie-Catherine Rey, Trésors de la Chine ancienne : Bronzes rituels de la collection Meiyintang, Paris/Paris, Musée des arts asiatiques Guimet. Mare & Martin, 2013, 197 p. (ISBN 979-10-92054-16-3)  :
- Danielle Elisseeff, Art et archéologie : la Chine du néolithique à la fin des Cinq Dynasties (960 de notre ère), Paris, École du Louvre, Éditions de la Réunion des Musées Nationaux (Manuels de l'École du Louvre), 2008, 381 p. (ISBN 978-2-7118-5269-7), p. 134-135
- Antoine Gournay, « Formes et fonctions », dans Alain Thote, Robert Bagley et Antoine Gournay, Rites et festins de la Chine Antique. Bronzes du musée de Shanghai. Musée Cernuschi, Paris, Éditions Findakly, 1998, 189 p. (ISBN 2-87900-365-2), p. 46-49
- (en) Sing, Yu et Caron Smith, Ringing Thunder- Tomb Treasures from Ancient China, San Diego, San Diego Museum of Art, 1999, 113 p. (ISBN 978-0-937108-24-6, LCCN 99061729)